# Orchesella quinquefasciata
Orchesella quinquefasciata is een springstaartensoort uit de familie van de Entomobryidae. De wetenschappelijke naam van de soort is voor het eerst geldig gepubliceerd in 1841 door Bourlet.

## Kenmerken
Volwassen exemplaren hebben een lengte van 3,5-5,5 mm. De voorkant van de kop is diep zwart. Lengtestrepen lopen van het tweede thoracale segment tot het zesde abdominale segment. Op de achterkant van het tweede en derde abdominale segment komen de lengtestrepen samen naar de middenstreep. Het vierde abdominale segment heeft aan de bovenkant drie lengtestrepen aan de voorkant, verbonden door een dwarsbandje met vijf lengtestrepen aan de achterkant. De eerste vier antenneleedjes zijn doorgaans volledig violet of paars van kleur. De antennes zijn 3,5 keer de diagonaal van de kop en 0,75 keer de lichaamslengte.